# Овинчищи
Овинчищи — деревня в Брейтовском районе Ярославской области. Входит в состав Брейтовского сельского поселения.

## География
Находится в северо-западной части Ярославской области на расстоянии приблизительно 9 км на юг по прямой от административного центра района села Брейтово.

## История
Отмечалась еще на карте 1839 года. В 1898 году здесь было учтено 11 дворов.

## Население
Численность населения: 7 человек (русские 86 %) в 2002 году, 6 в 2010.